# Clan Rokkaku
Il clan Rokkaku (六角氏?, Rokkaku-shi) fu un clan giapponese della provincia di Ōmi.

## Storia
Fondato da Sasaki Yasutsuna della provincia di Ōmi nel XIII secolo, il nome Rokkaku fu preso dalla loro residenza a Kyoto; tuttavia, molti membri di questa famiglia continuarono ad essere chiamati Sasaki. Nel corso del periodo Muromachi i membri del clan detenevano l'alto incarico di shugo in varie province.
Durante la guerra Ōnin (1467-77), il cui termine segnò l'inizio del periodo Sengoku, il castello di Kannonji, roccaforte del clan, venne messo sotto assedio. Dopo la sconfitta il clan entrò in un periodo di lento declino.
Come altri daimyō sotto costante minaccia dei clan vicini i Rokkaku cercarono di migliorare la propria forza militare prestando maggiore attenzione al miglioramento dell'amministrazione civile all'interno del proprio dominio. Per esempio, nel 1549, i Rokkaku eliminarono una corporazione di mercanti a Mino e confiscarono i loro beni. Quindi al loro posto dichiararono un libero mercato.
I Rokakku si scontrarono con il clan Azai e furono sconfitti da Oda Nobunaga nel 1568 durante la sua marcia verso Kyoto. Nel 1570 furono definitivamente sconfitti da Shibata Katsuie nell'assedio di Chōkō-ji e persero il loro stato di daimyō.
Durante il periodo Edo i discendenti di Rokkaku Yoshisuke divennero kōke.

## Membri importanti del clan
- Rokkaku Yasutsuna (泰綱; 1213–1276) Figlio di Sasaki Nobutsuna (1181-1242), fu il primo a chiamarsi Rokkaku verso la fine del XIII secolo, nome preso dalla residenza a Kyoto dove visse.
- Rokkaku Ujiyori (氏頼; 1326–1370) Bisnipote di Yasutsuna fu anche Shugo e Kebiishi. Si unì alla corte del Nord durante il periodo Nanboku-chō e combatté tra le file di Ashikaga Takauji e Ashikaga Yoshiakira. Ujiyori risiedeva nel castello di Kannonji che era stato costruito dai suoi antenati.
- Rokkaku Mitsutaka (満高; 1369–1416) Secondo alcune fonti era figlio dello shōgun Ashikaga Yoshiakira, fu adottato da Ujiyori e ne ereditò il titolo.
- Rokkaku Takayori (高頼; 1462–1520) Il pronipote di Mitsutaka si schierò dalla parte di Yamana Sōzen durante la guerra Ōnin nel 1467 e conquistò l'intera provincia di Ōmi dal Kyōgoku, l'altro ramo della famiglia Sasaki. Nel 1487 Takayori fu assediato dallo shōgun Ashikaga Yoshihisa nel suo castello Kannonji e fuggì nel monastero di Kōya. Yoshihisa morì durante l'assedio e fu sostituito da Ashikaga Yoshitane che nel 1492 prese di nuovo le armi. Takayori fu sconfitto e costretto alla fuga. Alla morte dell'imperatore Go-Tsuchimikado pagò tutte le spese per il funerale e come ricompensa, nel 1500, ottenne il permesso di aggiungere il crisantemo imperiale e la paulownia al suo stemma. Quando lo shōgun Ashikaga Yoshizumi fu cacciato da Kyoto dal suo rivale Ashikaga Yoshitane cercò protezione da Takayori.
- Rokkaku Sadayori (定頼; 1495–1552) Figlio di Takayori, inizialmente fu monaco presso il tempio Shōkoku-ji. Quando morì suo fratello maggiore Ujitsuna (氏 綱, 1518) ereditò la guida del clan. Contribuì nella vittoria di Ōuchi Yoshioki  (内 義興, 1477-1528) nel 1511 su Hosokawa Masakata e poi divenne kanrei (Vice Governatore Generale dello Shogun). Nel 1518 assediò senza successo Azai Sukemasa nel suo castello di Odani. Poco dopo raccolse le sue truppe e marciò, nel 1520, a Kyoto e cacciò Miyoshi Nagateru e Hosokawa Sumimoto. Morì combattendo contro il clan Miyoshi.
- Rokkaku Yoshikata (義賢; 1521–1598) Il figlio di Sadayori assistette Hosokawa Harumoto (細 川 晴 元; 1514-1563) nel 1549 nella sua lotta contro Miyoshi Chōkei (三好 長慶; 1522-1564). Nel 1555 cercò di conquistare una parte della provincia di Ise e assediò il castello di Chikusa, ma Chikusa Tadahara riuscì a negoziare una pace. Successivamente Yoshikata combatté contro Matsunaga Hisahide al passo Nyoi -ga-mine (provincia di Yamashiro) e si trasferì nel 1558 con lo shōgun Ashikaga Yoshiteru a Kyoto. Nel 1562 fece pace con Miyoshi Chōkei, lasciando il figlio Yoshiharu ad amministrare le sue proprietà. Yoshitaka si rasò la testa e divenne monaco buddista cambiando il nome in Shōtei.
- Rokkaku Yoshiharu/Yoshisuke (義治/義弼; 1545–1612) Figlio di Yoshikata prese il controllo nel 1562 delle terre di suo padre, sostenuto da Gamō Katahide (蒲 生 賢 秀, 1534-1584). Nel 1565, dopo l'assassinio dello shōgun Yoshiteru, suo fratello, il monaco Gakkei, gli chiese di far valere i suoi diritti nello shogunato. Ma Yoshisuke non osò andare contro il potente clan Miyoshi. Allora Gakkei contattò Oda Nobunaga che accettò la richiesta, istituì un esercito e marciò su Kyoto. Nella provincia di Ōmi conquistò alcuni castelli dei Rokkaku, così che Yoshisuke alla fine dovette rifugiarsi nel monastero di Kōya. Yoshisuke fu quindi assediato nel 1572 da Shibata Katsuie nel suo castello Namazue e dovette arrendersi, perse tutti i suoi possedimenti e visse da allora alla corte di Nobunaga. Uno dei suoi discendenti fu il matematico Kikuchi Dairoku.